# Parc national de Gombe Stream
Le parc national de Gombe Stream (ou du torrent de Gombe) est situé sur la rive tanzanienne du lac Tanganyika en Afrique de l'Est. Ce parc fait partie de la réserve de biosphère de Gombe Masito Ugalla, reconnue par l'Unesco en 2018.

## Géographie
Le parc est le plus petit du pays. Sa superficie est de 52 km2. Il se compose d'une petite bande forestière coincée entre les plages du lac Tanganyika et une chaîne de montagne bordant le lac. Le relief est escarpé et le climat humide. Ce type de paysage est inhabituel dans une région désormais largement déboisée et couverte de champs et de savane arborée. Le parc est situé entre la ville de Kigoma (à juste 16 kilomètres au sud) et la frontière burundaise.
De nos jours, le parc « est devenu une petite île entourée par des terres agricoles denses, conduisant à la réduction de deux des trois communautés (de chimpanzés) dans le parc et à la disparition d'une communauté à l'extérieur », explique l'Institut Max Planck.

## Faune
Le parc de Gombe est mondialement connu pour sa population de chimpanzés communs, dont la colonie est une des plus étudiées de la planète. En 1960, Jane Goodall s'installe dans cette région reculée de la  Tanzanie et commence à étudier les grands singes. Ses travaux permettent de très nombreuses découvertes concernant les chimpanzés dont la guerre des chimpanzés de Gombe entre 1974 et 1978, et l'impact scientifique de ses découvertes est considérable. Aujourd'hui, le parc abrite toujours un centre de recherche qui suit en permanence les populations de grands singes.
Outre les chimpanzés aux poils longs Pan troglodyles schweifurthii, les babouins sont très fréquents à Gombe, ainsi que diverses espèces de colobes. Plus de 200 espèces d'oiseaux peuplent le parc.